# 夺旗
奪旗（英語：Capture the flag，CTF）是一種西方傳統運動。此遊戲進行方式是由兩隊人馬互相前往對方的基地奪旗，每隊人馬必須把敵方的旗從敵方的基地帶回自己隊伍的基地。敵方的隊員離開了自己的地區而到達另一方的地區可以被"點"到而出局，這要看比賽前同意的規則是如何的，點到的玩家可以是暫時出局或完全出局。
现在人们通常也用CTF来表示一种黑客开发的网络竞技游戏。

## 歷史來源
奪旗是源由古時軍事戰爭而來的。在戰場上，軍旗是象征了兩軍的戰況。當有一方的軍旗已被敵軍奪取，或者是軍旗已經落在地上的時候，都是代表了那一方的戰敗。雙方的士兵都是以軍旗的狀況來判定戰爭的現況。在美國內戰的時代，奪取敵軍軍旗或者是保衛自軍軍旗的士兵可以被頒發美國的最高軍事榮銜榮譽勳章。

## 傳統運動進行方式
奪旗無論是室內還是室外，場地都分為一半的地區，隊員也分為一半。每一半的地區，都有一隻旗。通常只是一塊布，但是也可以使用任何小的物品來替用（夜間時可能會使用手電筒，熒光棒或燈籠作為奪取的旗）。這些常常放在一個明顯的位置，但在不同的形式下是隱藏起來的。
兩隊人馬必須互相前往對方的基地奪旗，而每隊可以分派人手來阻擋敵方奪旗。敵方的隊員離開了自己的地區而到達另一方的地區可以被"點"到而出局。隊員如果只在自己的領土，都算是安全的，而不需要擔心被點到。
另一種更困難的形式，旗是藏在某某一個位置。這個位置可能只能從一個角度才可以看到，或者會涉及一些困難或挑戰。例如，旗可以被藏在樹上，隊員必須合作才能奪到旗。
不同形式的奪旗上有不同的規則和處理被點到的玩家。第一種方式可能從遊戲裡暫時出局，或被迫加入對方。
有時候出局只是暫時的，像比賽前雙方可以約定好出局的時間限制。但最常見的處理方式是點出局的玩家可以再被點回來。在這個版本中，出局的玩家是沒有時間限制的。然而，隊友可以冒險前往出局的地區來點回出局的玩家。點回比賽後，出局的玩家必須直接回到自己的地區才能再正常進行下去。通常在回去的過程，出局的玩家是可以擁有暫時保護不被再次點出局，但是要看雙方在賽前的約定。前往出局的地區的玩家並沒有如此的保護，他還是屬於比賽在正常進行中的玩家。有時玩家會無視比賽規定而自行離開出局的地區，或是出局時強行奪旗。如此行為是不尊重比賽規定，毫無體育精神的。
處理奪旗也有不同的規定，像在奪旗中的玩家被點出局時，旗是該如何處理。第一種方式是把旗回到原來的位置，然後比賽才再次開始。第二種方式是旗則會留在當時點出局的位置。當然,第二種方式是對進攻的那一方比較有利的。也有規矩是說，奪旗中的玩家可以把旗互相傳來傳去。但是旗要在完全沒有碰到地面的情況下，才可以進行。
其他的方式也包括了比賽只使用一隻旗，一方隊伍專門進攻,一方隊伍專門防守，然後再交換。或者是每隊擁有多數的旗，但是每一方必須把所有敵方的旗都奪到了，才算勝利。

## 電子遊戲相關
奪旗(英文常縮寫為CTF)是常常會包括在第一人稱射擊遊戲的連線對戰的其中一個模式。通常FPS遊戲只圍繞著揭力的得高分。而奪旗的模式引入了另一個目標,讓第一人稱射擊遊戲的連線對戰多了另一種玩法。奪旗遊戲通常涉及兩隊人馬互相前往對方的基地奪旗。基地有可能是在遊戲地區的另一方,或者是在像堡壘般的建築物裡。得分的標準是每隊人馬必須把敵方的旗從敵方的基地帶回自己隊伍的基地。有些遊戲會有規定自方的旗必須是在原位(在敵方還沒奪走的狀況下),才能得分,而也有的遊戲則沒有這樣的規定。
在必須保護自方旗的時候,遊戲的進行方式就有所改變了。每隊人馬必須分配足夠的隊員來保護他們自己的旗不被敵方奪走。但是，有時候會發生一種戰術是把敵方的旗藏在一個角落,而其餘的隊員就試圖的出找自己隊的旗。但有時也會發生的狀況是兩隊人馬都無法奪回自己的旗﹐讓遊戲變成拖延戰的僵局而毫無勝利的一方。
雖然大多數的現代遊戲還是有包括如此古老的遊戲模式。也有些新的遊戲會套用新的故事進入奪旗的遊戲模式。像是絕地要塞2裡,每隊人馬必須要搶奪的是有敵方的情報的公事包,而不是一隻旗。然而雖然有新的遊戲會改變奪旗的遊戲模式,也有其他的現代遊戲像決勝時刻系列保留了原來奪旗的遊戲模式。但是會因為遊戲裡的武器不同,也有新的奪旗戰術的演變。
團隊遊戲模式，目的是搶取對方旗幟帶回到己方基地與己方控制的本隊旗幟匯合，還發展出其他模式，比如rune、key之類由隊員保存己方物品，搶奪最大數量的它隊物品。

### 影響
“奪旗”是電子遊戲一種主流遊戲模式，廣泛出現在第一人稱和第三人稱射擊遊戲、非賽車類競速遊戲、網絡2D動作遊戲。其在華語區的影響多來源于電子遊戲，但並不受歡迎。